# 约瑟夫·克拉默
约瑟夫·克拉默（德語：Josef Kramer；1906年11月10日—1945年12月13日）是一名纳粹親衛隊高級突擊隊領袖，曾任奥斯维辛-比克瑙集中营（1944年5月8日至1944年11月25日）和贝尔根-贝尔森集中营（1944年12月至1945年4月15日解放）指挥官，对数千人的死亡负有直接责任。第二次世界大战后，他被英國陸軍逮捕，被判犯有战争罪，并在哈默爾恩监狱被英国刽子手艾伯特·皮埃尔波因特绞死。

## 生平
约瑟夫·克拉默出生于慕尼黑的一个中产阶级家庭，是家中独子，作为虔诚的罗马天主教徒长大。
在经历长期失业后，他于1931年加入纳粹党，并于1932年加入党卫队，1942年晋升为親衛隊高級突擊隊領袖。

## 审判
被逮捕后，克拉默被关押在哈梅林监狱，与其他44名集中营工作人员一起在吕讷堡的英国军事法庭接受审判。审判从1945年9月到11月持续了几周。审判期间，安妮塔·拉斯克作证确认他参与了奥斯威辛毒气室受害者挑选。
克拉默因在奥斯维辛和卑尔根-贝尔森集中营犯下的罪行于1945年11月17日被判处死刑，并于1945年12月13日在哈梅林监狱被艾伯特·皮埃尔波因特绞死，时年39岁。